# Пасдиц

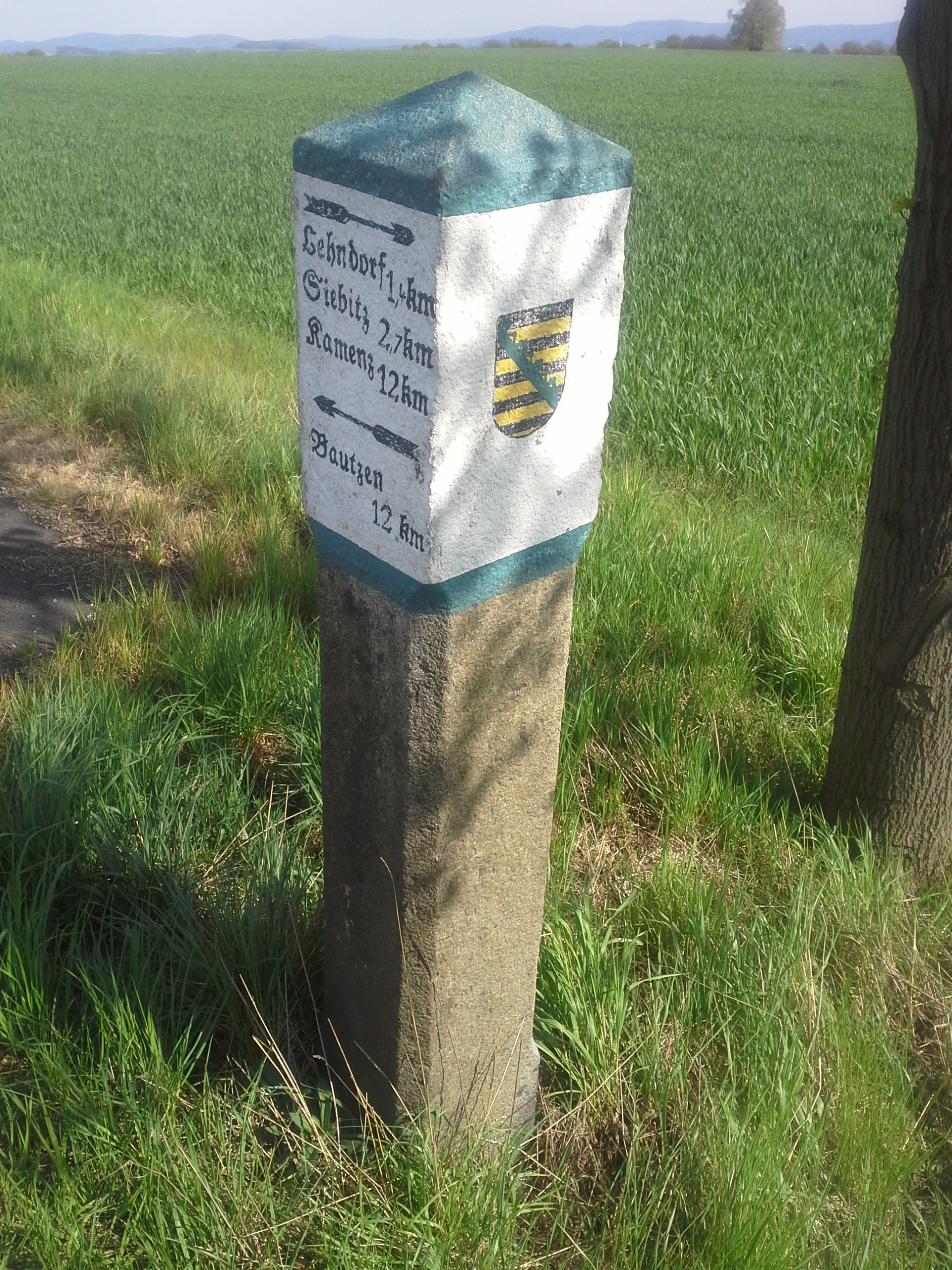
Каменный дорожный указатель. Памятник культуры и истории земли Саксония

Па́сдиц или По́здецы (нем. Paßditz; в.-луж. Pozdecy) — деревня в Верхней Лужице, Германия. Входит в состав коммуны Гёда района Баутцен в земле Саксония. Подчиняется административному округу Дрезден.

## География
Находится примерно в пяти километрах северо-западнее от административного центра коммуны Гёда и в трёх километрах юго-восточнее от деревни Хросчицы около автомобильной дороги S100 (Будишин — Каменц).
Соседние населённые пункты: на северо-востоке — деревня Бачонь, на востоке — деревни Чорнецы и Либонь, на юго-востоке — деревня Чешкецы, на юго-западе — деревня Вучкецы коммуны Буркау, на западе — деревня Лейно коммуны Паншвиц-Кукау и на северо-западе — деревня Нукница коммуны Кроствиц.

## История
Впервые упоминается в 1513 году под наименованием Pasticz.
С 1934 по 1936 года входила в состав коммуны Либон, с 1936—1962 года — в коммуну Шторха, с 1962 по 1994 года — в коммуну Пришвиц. С 1994 года входит в современную коммуну Гёда.
В настоящее время деревня входит в состав культурно-территориальной автономии «Лужицкая поселенческая область», на территории которой действуют законодательные акты земель Саксонии и Бранденбурга, содействующие сохранению лужицких языков и культуры лужичан.
Исторические немецкие наименования:
- Pasticz, 1513
- Paßdicz, 1567
- Pasditz, Basditz, 1569
- Basdetz, Basditz, Paßditz,1791

## Население
Официальным языком в населённом пункте, помимо немецкого, является также верхнелужицкий язык.
Согласно статистическому сочинению «Dodawki k statisticy a etnografiji łužickich Serbow» Арношта Муки в 1884 году проживало 72 человека (из них — 72 серболужичанина (100 %)).
Большинство жителей являются католиками. До 1887 года католики принадлежали приходу святых Симона и Фаддея в Хросчицах, потом — католическому приходу в деревне Бачонь. В 1925 году в деревне проживало 92 католика и семь лютеран.
| 1834 | 1871 | 1890 | 1910 | 1925 | 2006 | 2016 |
| ---- | ---- | ---- | ---- | ---- | ---- | ---- |
| 50   | 57   | 64   | 101  | 99   | 51   | 41   |

## Достопримечательности
Памятники культуры и истории земли Саксония
- Каменный дорожный указатель, XIX век (№ 09303834);
- Дорожное поклонное распятие, 1852 год (№ 09252253);
- Дорожное поклонное распятие, около дома № 4, 1927 год (№ 09250256);
- Жилой дом с конюшней, д. 1, XVIII (№ 09254979);
- Жилой дом с двором, д. 2, 1853 год (№ 09252252)
- Жилой дом, сарай и две боковые постройки двора, д. 3, вторая половина XIX века (№ 09254980).